# Palais Albrecht

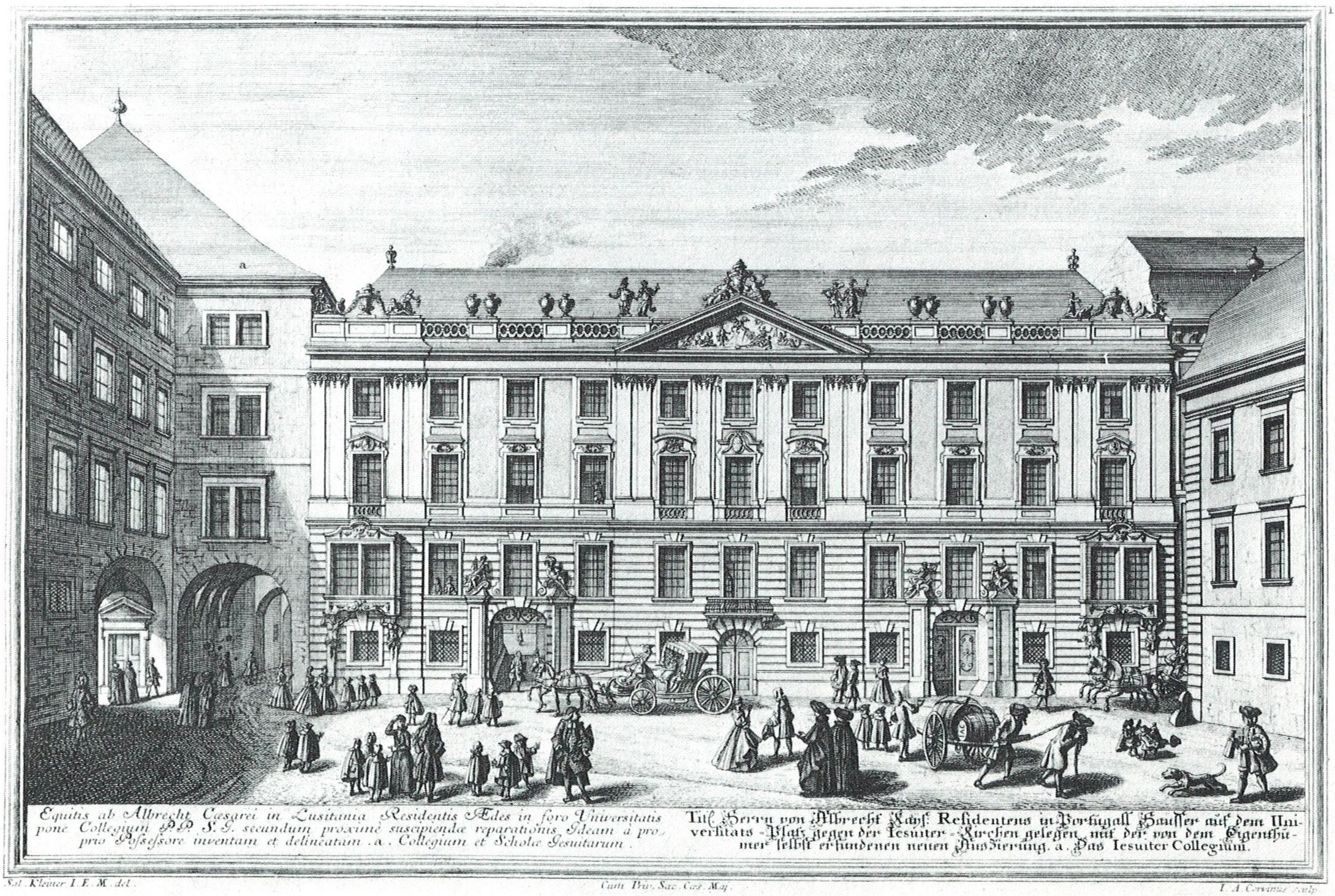
Das Palais Albrecht, Stich nach Salomon Kleiner.

Das Palais Albrecht (heutige Adresse: Dr.-Ignaz-Seipel-Platz 3) war ein stattliches, viergeschoßiges Barockpalais in der Altstadt von Wien. Es schloss im rechten Winkel unmittelbar an den noch existierenden Bau der Alten Universität an und bildete bis 1903 einen wesentlichen Teil des harmonischen Platzgefüges.

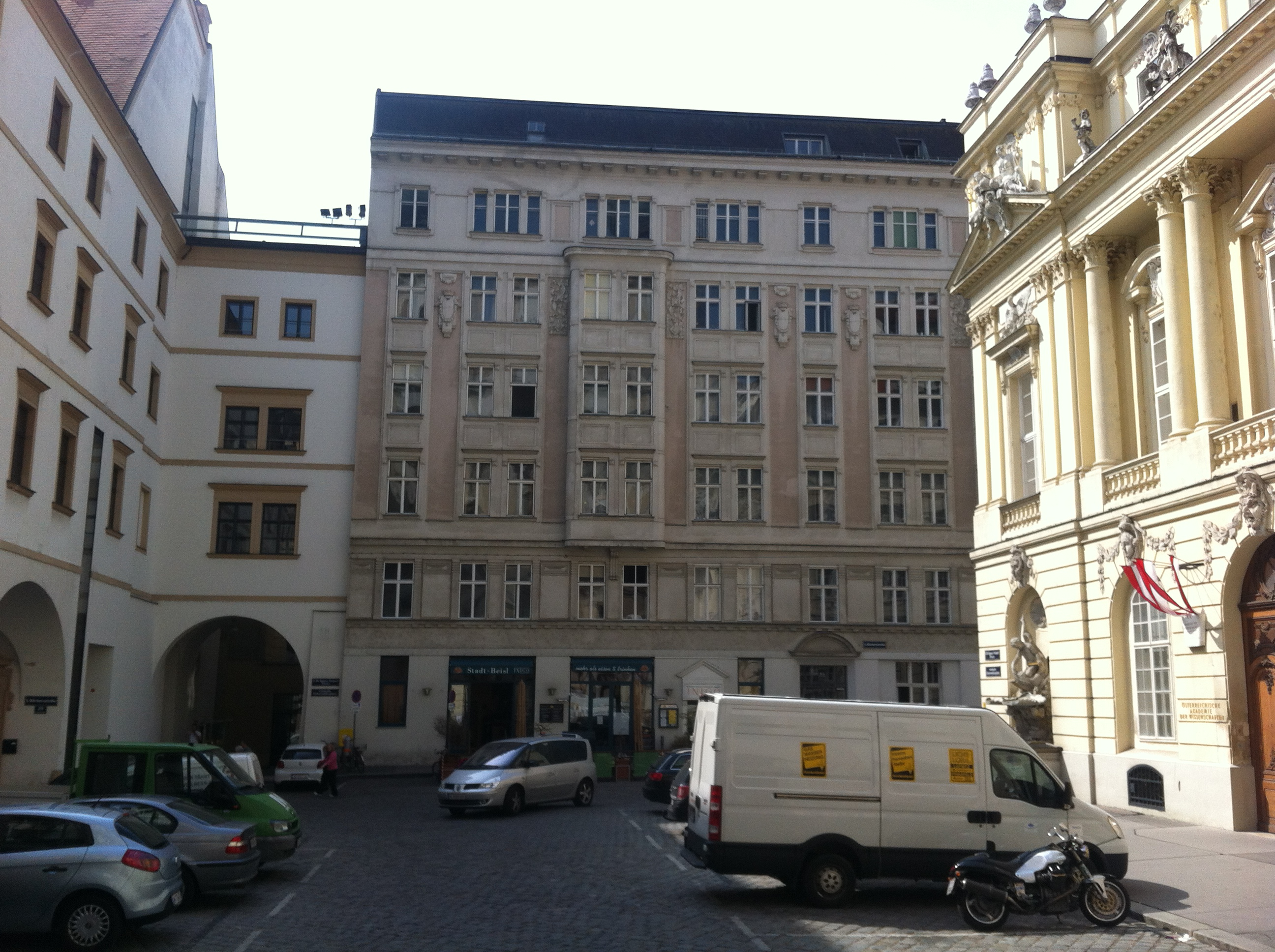
Miethaus Bäckerstraße 18 an der Stelle des Palais Albrecht

Über den Ursprung des Gebäudes ist wenig bekannt. 1690 und 1692 wurden die hier stehenden beiden Häuser (Nr. 758 und 759) durch den kaiserlichen Rat und Hofkammer-Secretarius Franz Gottlieb von Albrecht und seine Frau Eva Maria erworben. Der Umbau zum Barockpalais erfolgte zu Anfang des 18. Jahrhunderts, ein Architekt ist nicht bekannt, jedoch belegen zeitgenössische Abbildungen die Qualität des stattlichen Baus. 1705 überließ die Witwe das Gebäude ihren Stiefsohn Conrad Adolf von Albrecht. Nach den Angaben unter einem Stich Salomon Kleiners habe der Hausherr die prächtige Fassade des Baus selbst entworfen. Gegen Ende des 18. Jahrhunderts ging das Palais im Versteigerungsweg an Andre Hilebrand von Prandau, ab 1853 befand es sich im Besitz von Karl und Rudolf Auspitz, letzterer bekannt als Industrieller, Ökonom und Reichsratsabgeordneter. 1872 wurde das Gebäude durch die k.k. privilegierte wechselseitige Brandschaden-Versicherungsanstalt erworben, was bereits für eine (damals geläufige) funktionale Umwidmung und die Verwendung als Zinshaus spricht. Rudolf Auspitz errichtete damals gemeinsam mit Verwandten, der Familie Lieben, ein neues, gründerzeitliches Zinspalais neben dem Burgtheater (Oppolzergasse 6). Das Barockgebäude des Palais Albrecht wurde 1903 abgerissen, an seiner Stelle wurde von Rudolf Demski ein sechsgeschoßiges Miethaus der Spätgründerzeit mit secessionistischem Fassadendekor errichtet.